# カール・ジラルデ
カール・ジラルデとして知られるシャルル・ジラルデ（Karl Girardet、本名:Charles Girardet、1813年5月7日 -  1871年4月24日）はスイスの画家、イラストレーターである。生涯の大部分をフランスで活動した。

## 略歴
ナポレオンによってフランス帝国に併合されていた時期の、現在のスイス、ヌーシャテル州のル・ロックルに生まれた。多くの版画家、画家を出した家系の出身で、版画家の父親シャルル・サミュエル・ジラルデ(Charles Samuel Girardet)の長男として生まれ、同名の父親と区別するためにカールと名乗るようになったとされる。9歳になった1822年に父親とパリに移り、ルイ・エルサンやレオン・コニエのもとで美術を学んだ。弟のエドゥアール・ジラルデ(Edouard-Henri Girardet: 1819-1880)とポール・ジラルデ(Paul Girardet: 1821-1893)も画家になった。
1830年代初めにヌーシャテルの貴族で画家のマクシミリアン・ド・ミューロン(Maximilien de Meuron: 1785-1868)と知り合い、支援を受けるようになった。1837年にパリのサロンに風景画を出展して、評価され、ルイ・フィリップの王室から、美術作品の模写の注文を受け、1838年からデュッセルドルフ、1839年にチロル、1840年にイタリアに旅した。
1842年にはマクシミリアン・ド・ミューロンの息子のアルベール・ド・ミューロン(Albert de Meuron: 1823-1897)とエジプトに旅した
。
1848年のフランス革命で君主制が崩壊した後、スイスのブリエンツに亡命し、しばらく滞在した後1850年にパリに戻った。トゥールの出版者アルフレッド・メイムの出版した書籍に描いた挿絵が好評で、その後も児童向け書籍や、宗教書の挿絵を描いた。「ル・マガザン・ピトレスク」や「ル・トゥール・デュ・モンド」といった雑誌の挿絵も描いた。パリのモンマルトルにスタジオを構え、亡くなるまでそこで働いた。普仏戦争中にプロイセンの兵士から目に傷害を受け、それがもとで失明する不安にさいなまれて1871年に自殺したとされる。

## 作品

### 絵画

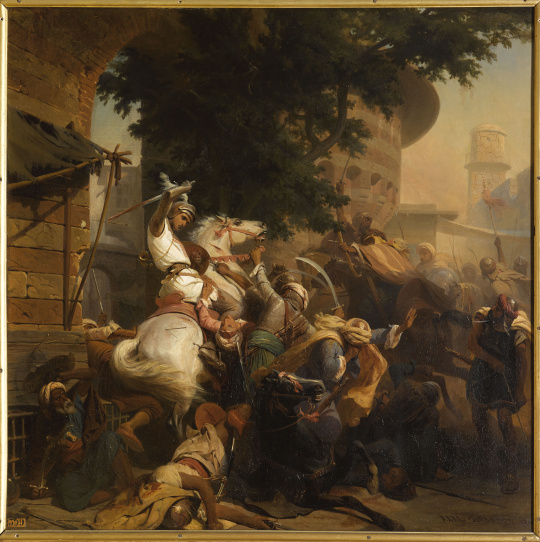
ゴーシェ・ド・シャティヨン
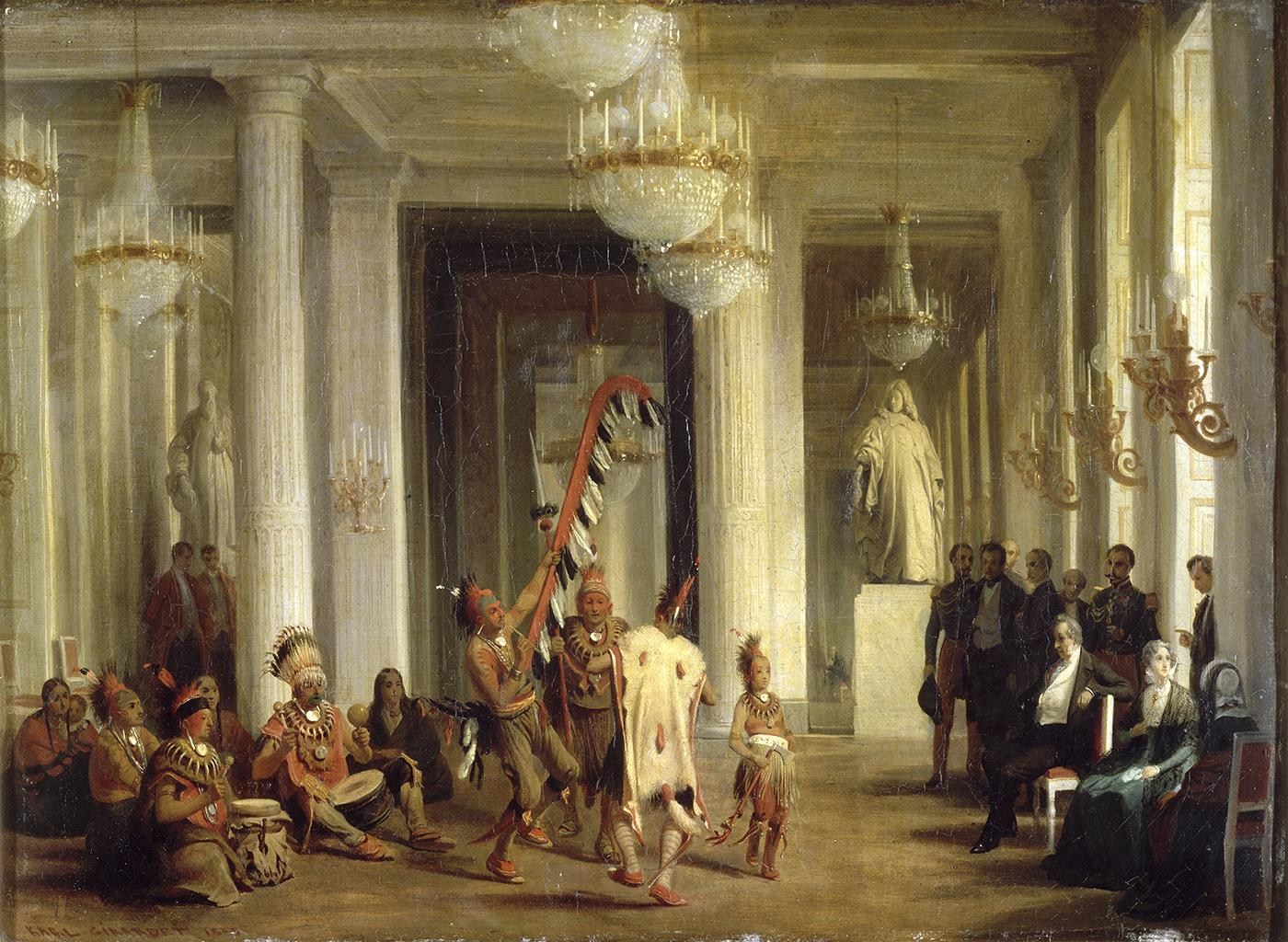
インディアンの踊りを見るルイ・フィリップ
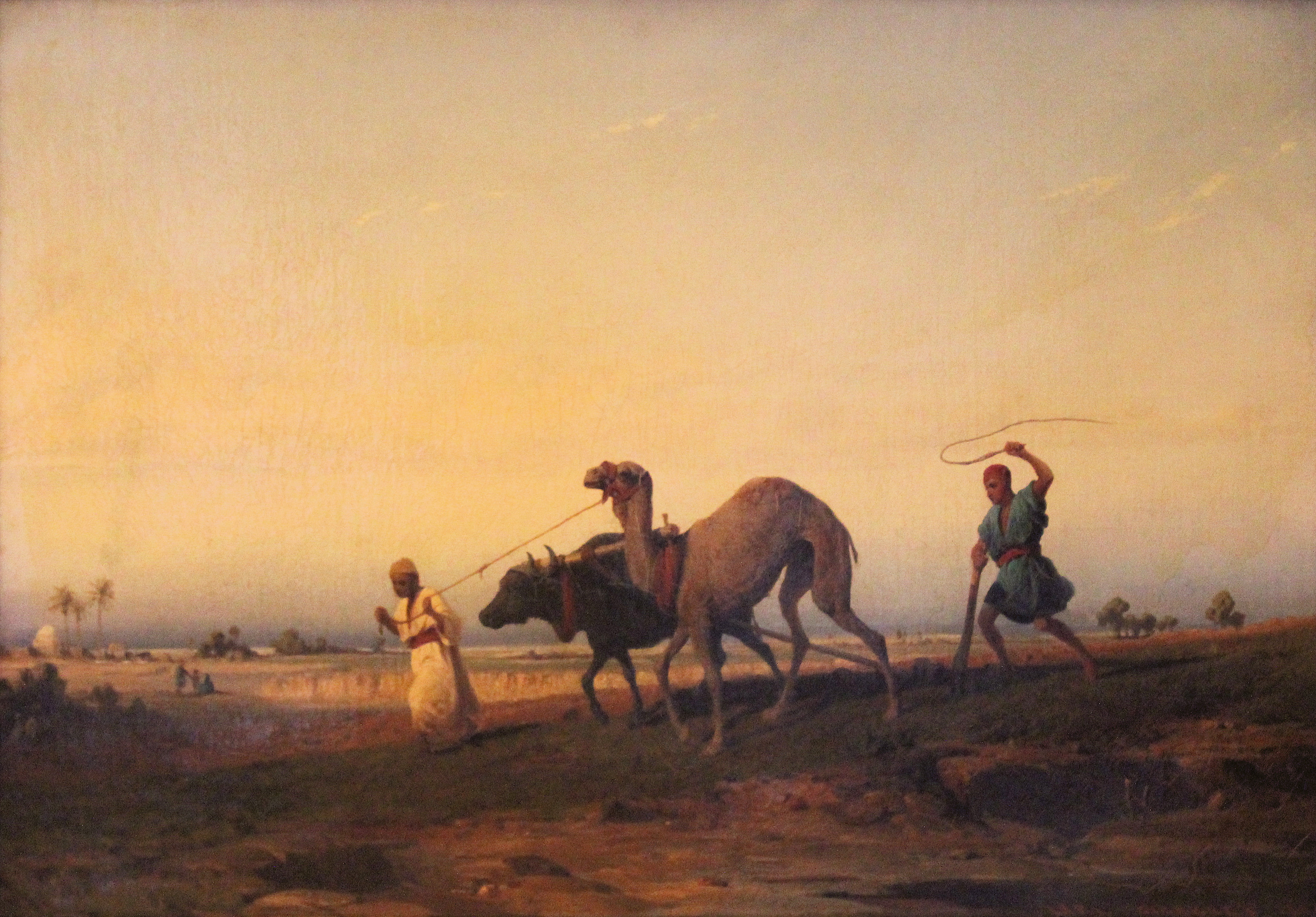
シリアの農民

### 書籍挿絵

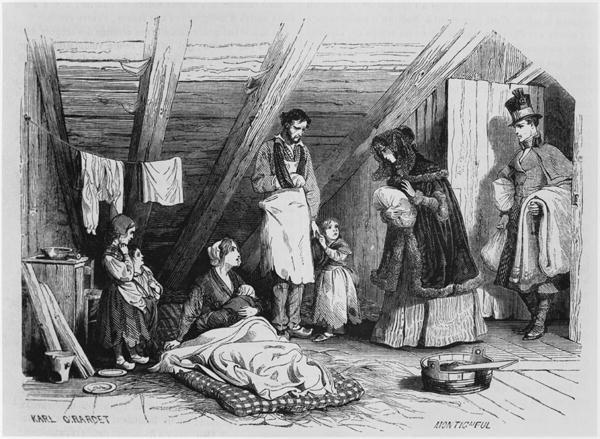
雑誌「ル・マガザン・ピトレスク」挿絵
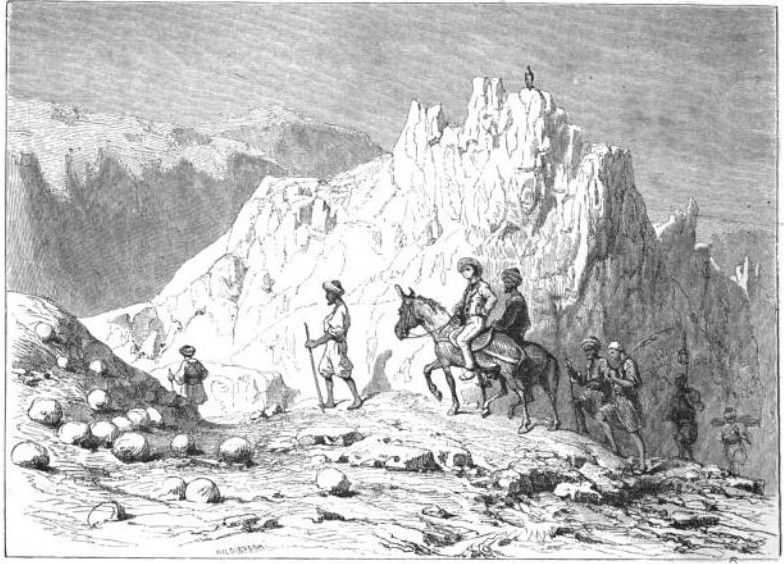
雑誌「ル・トゥール・デュ・モンド」の旅行記挿絵
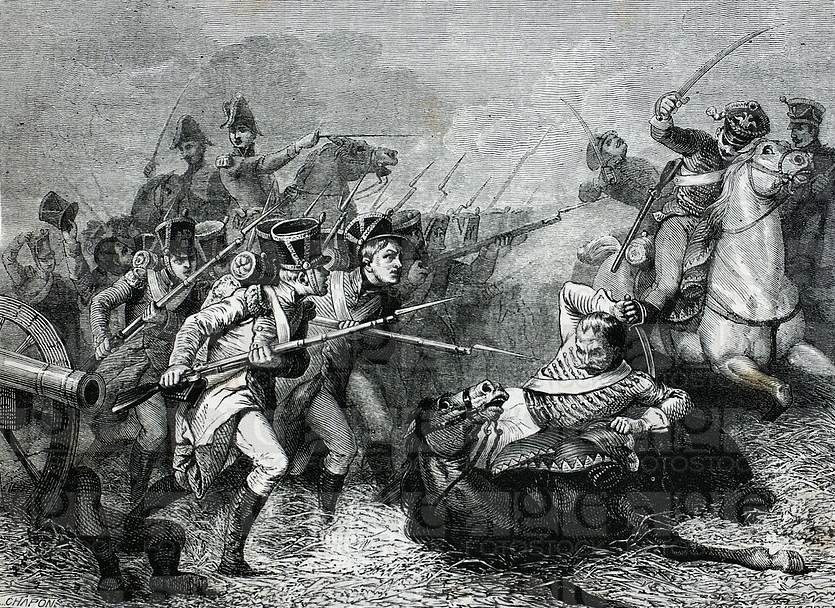
ヴァイセンフェルスの戦い-ナポレオン戦争